# Europastraße 78
Die Europastraße 78 (kurz: E 78) durchquert (allein) Italien von Grosseto (in der Toskana in einem etwas schlangenförmigen Verlauf) in nordöstlicher Richtung durch den Apennin bis nach Fano. Als Autobahn ist die Europastraße nicht ausgebaut.

## Verlauf
Die Europastraße 78 führt beginnend von Grosseto über die Strada Statale 223 di Paganico nach Siena und dann nach Monte San Savino. Der Verlauf folgt hier der Strada Statale 73 Senese Aretina. Östlich von Monte San Savino überquert die E 78 die A1 (E35). Ein direkter Anschluss besteht nicht. Die E 78 passiert Pieve al Toppo (Gemeinde Civitella in Val di Chiana) um dann weiter südlich Arezzo zu umqueren. Bei Sansepolcro kreuzt die E 78 die E 45. Gemeinsam mit der E 45 führt die E 78 dann auf der Strada Statale Tiberina (der Strada Statale 3bis) in südlicher Richtung bis Capanne Pian di Sotto. Hier verläuft die E 78 dann weiter über die Strada Statale 73 bis an San Giustino in nordöstlicher Richtung weiter, um dann als Strada Statale 73 bis di Bocca Trabaria ab Borgo Pace parallel zum Metauro über Mercatello sul Metauro und Sant’Angelo in Vado nach Urbania, Fermignano und Canavaccio (Gemeinde Urbino). Bei Fano kreuzt die E 78 dann die Autostrada 14 und endet unmittelbar im Stadtgebiet von Fano.
Die Europastraße 78 durchquert die italienischen Provinzen Grosseto, Siena, Arezzo, Perugia und Pesaro-Urbino, in dieser Folge die Regionen Toskana, Umbrien und Marken.